# Banlung
Banlung ( Língua khmer: បានលុង) é uma cidade no nordeste do Camboja, sendo capital da província de Ratanakiri. De acordo com o Censo de 2008, a população da cidade é estimada em 17 000 habitantes.

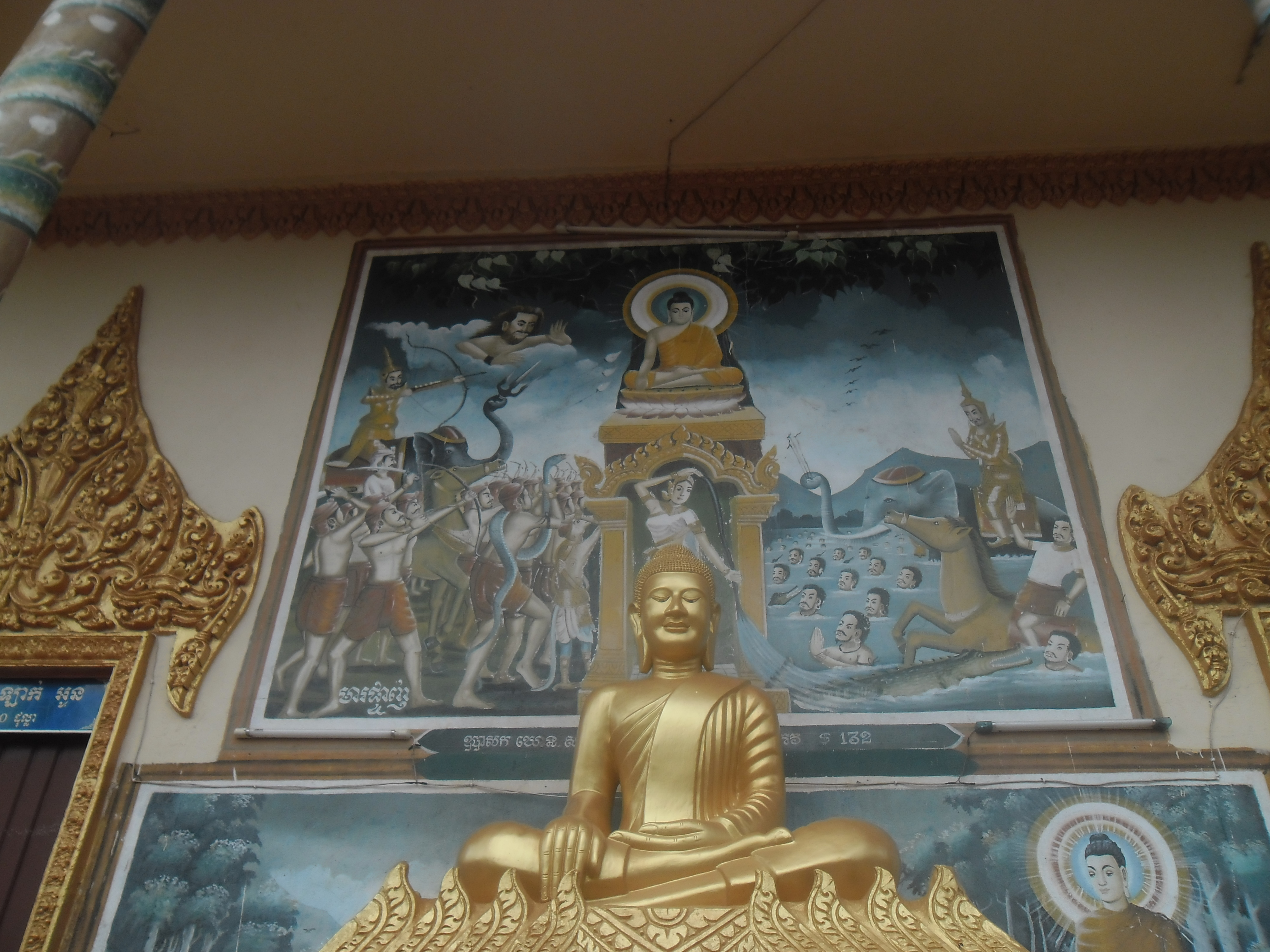
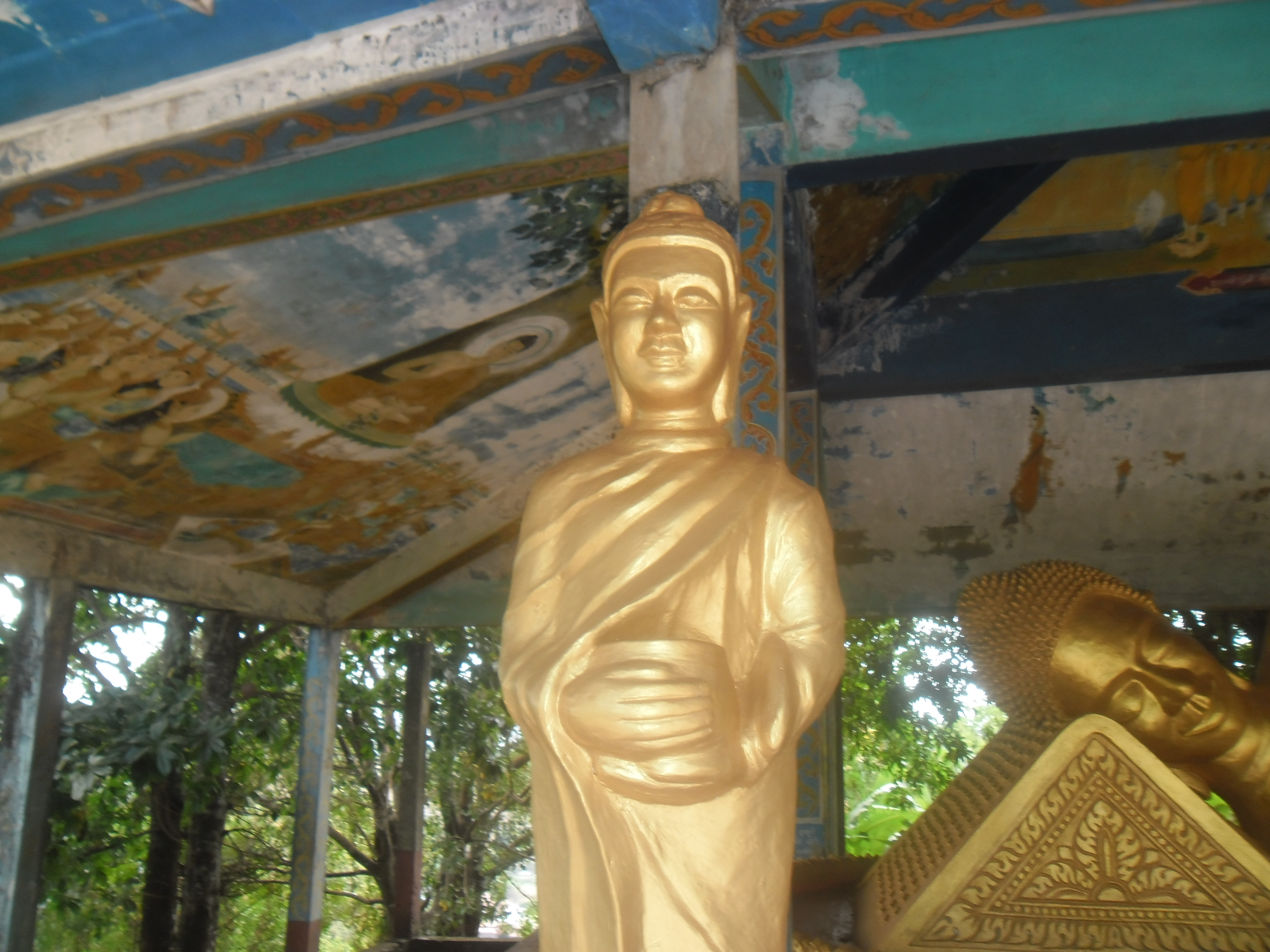
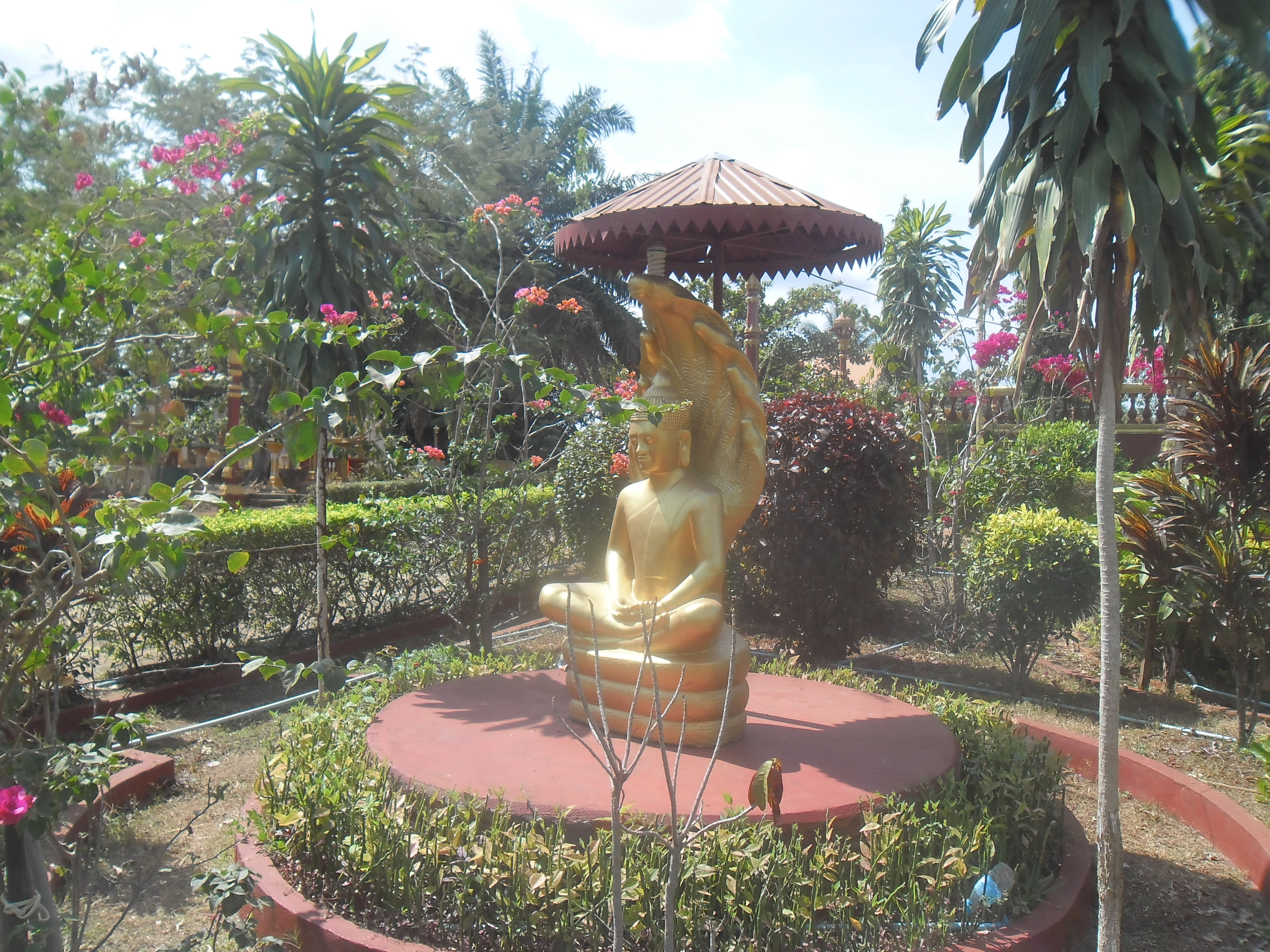
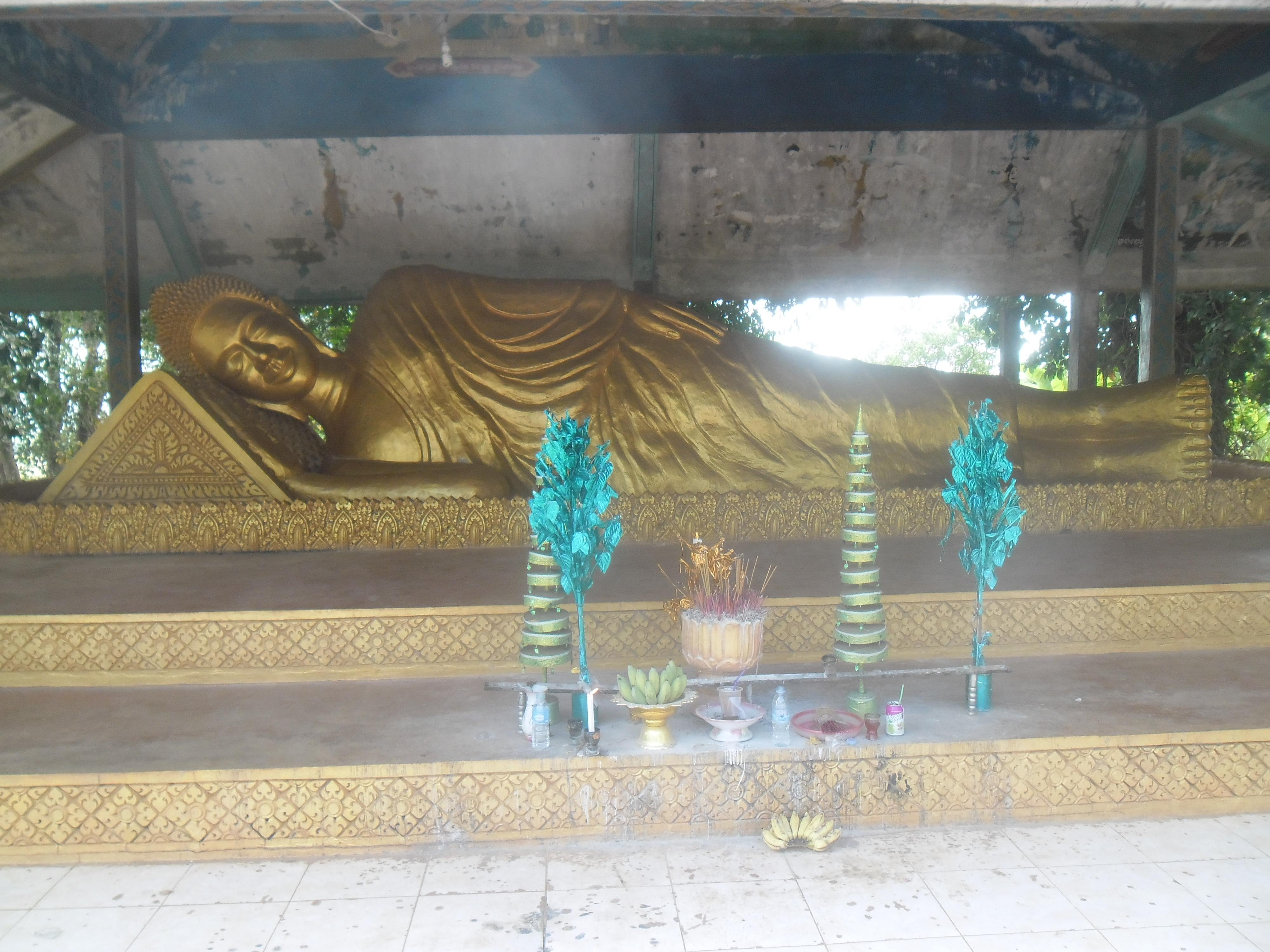
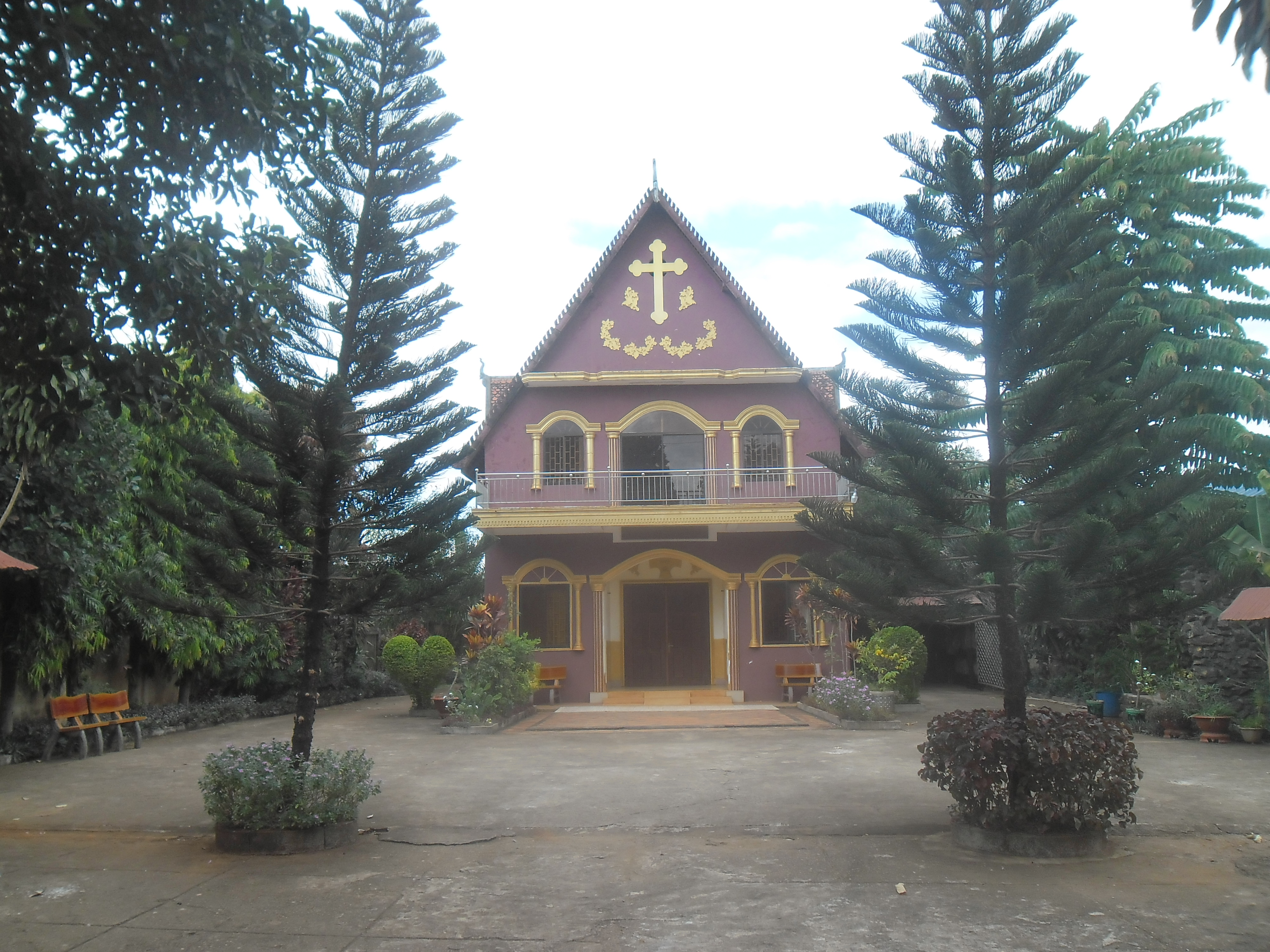
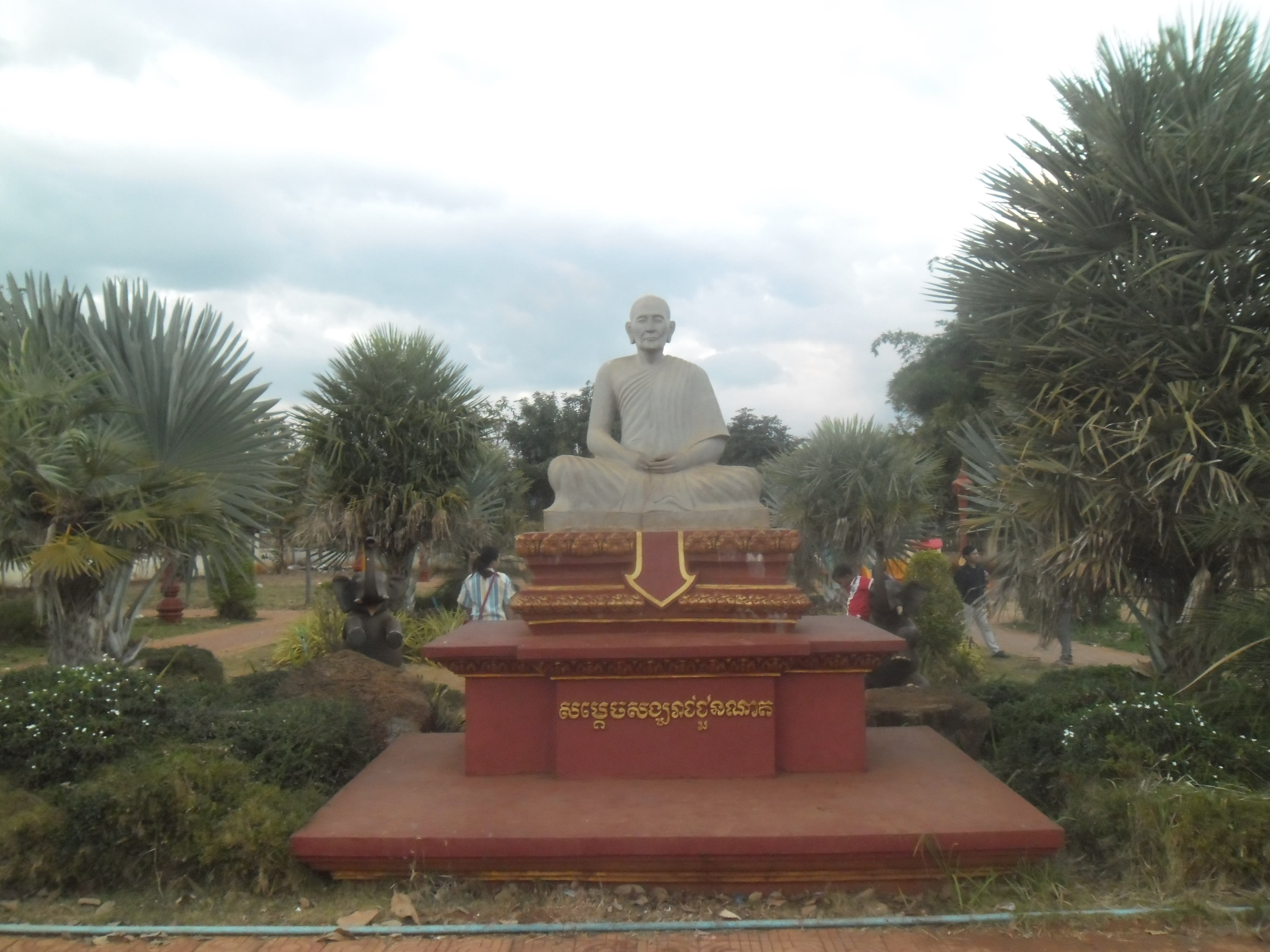
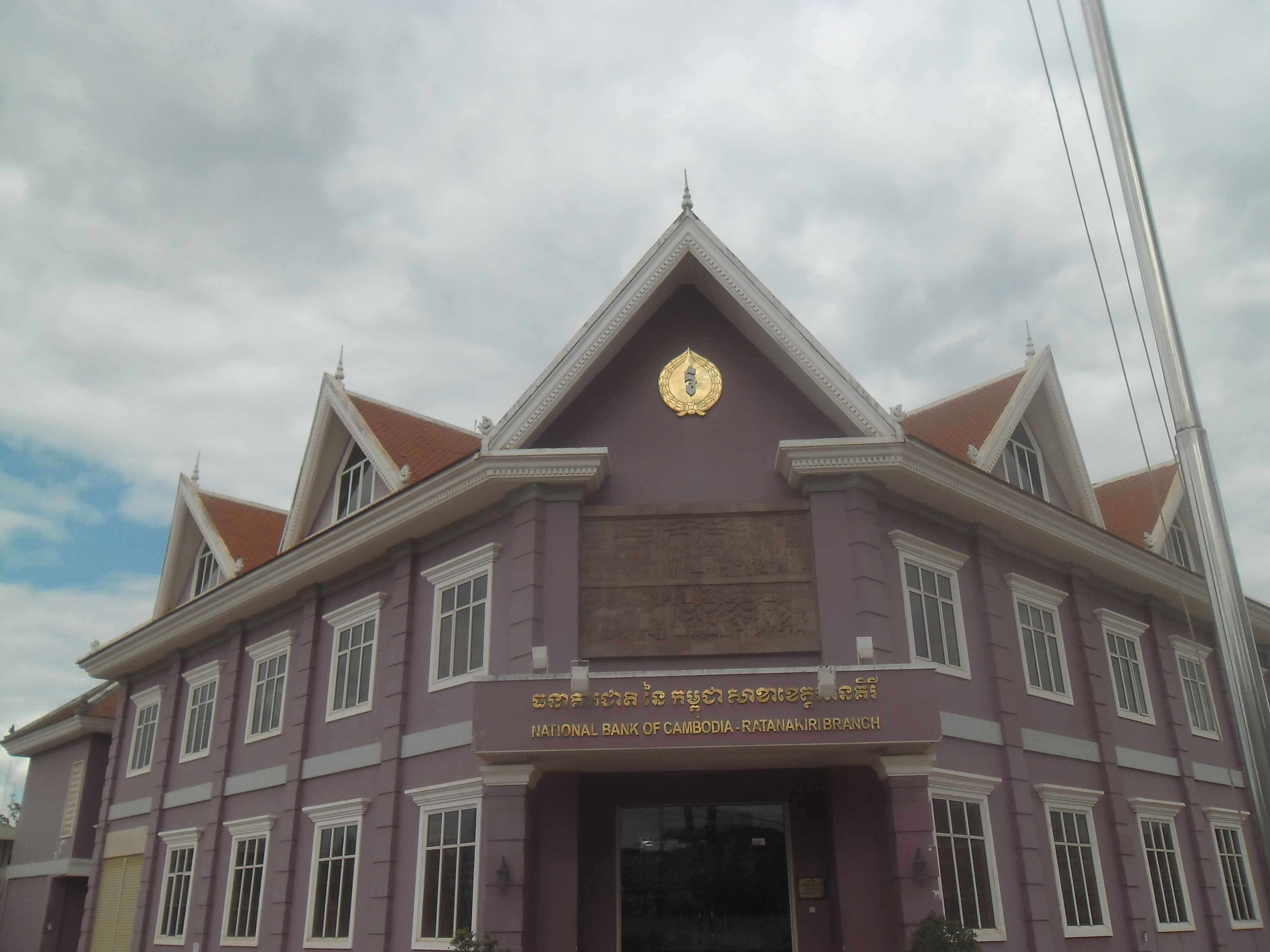
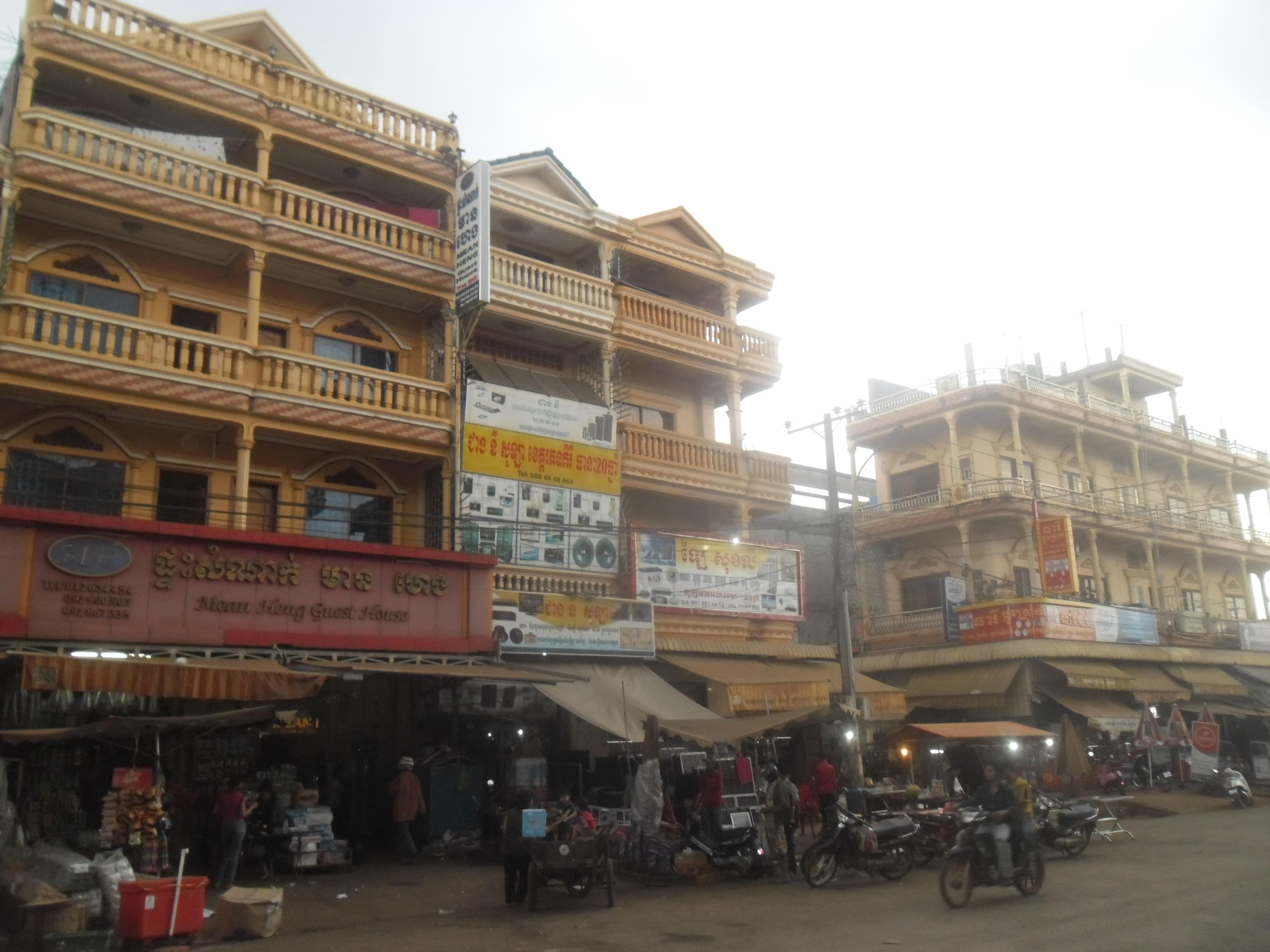
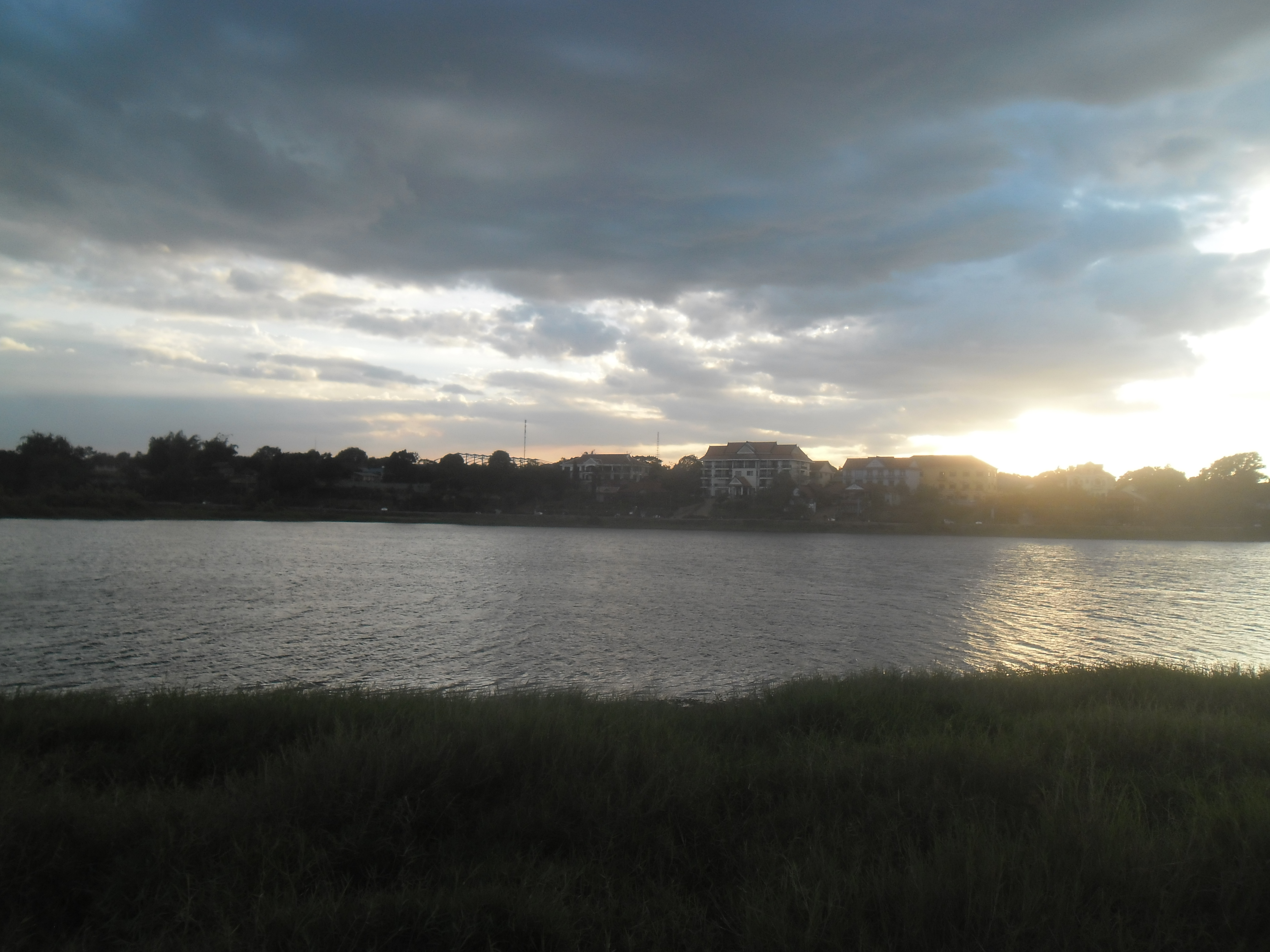
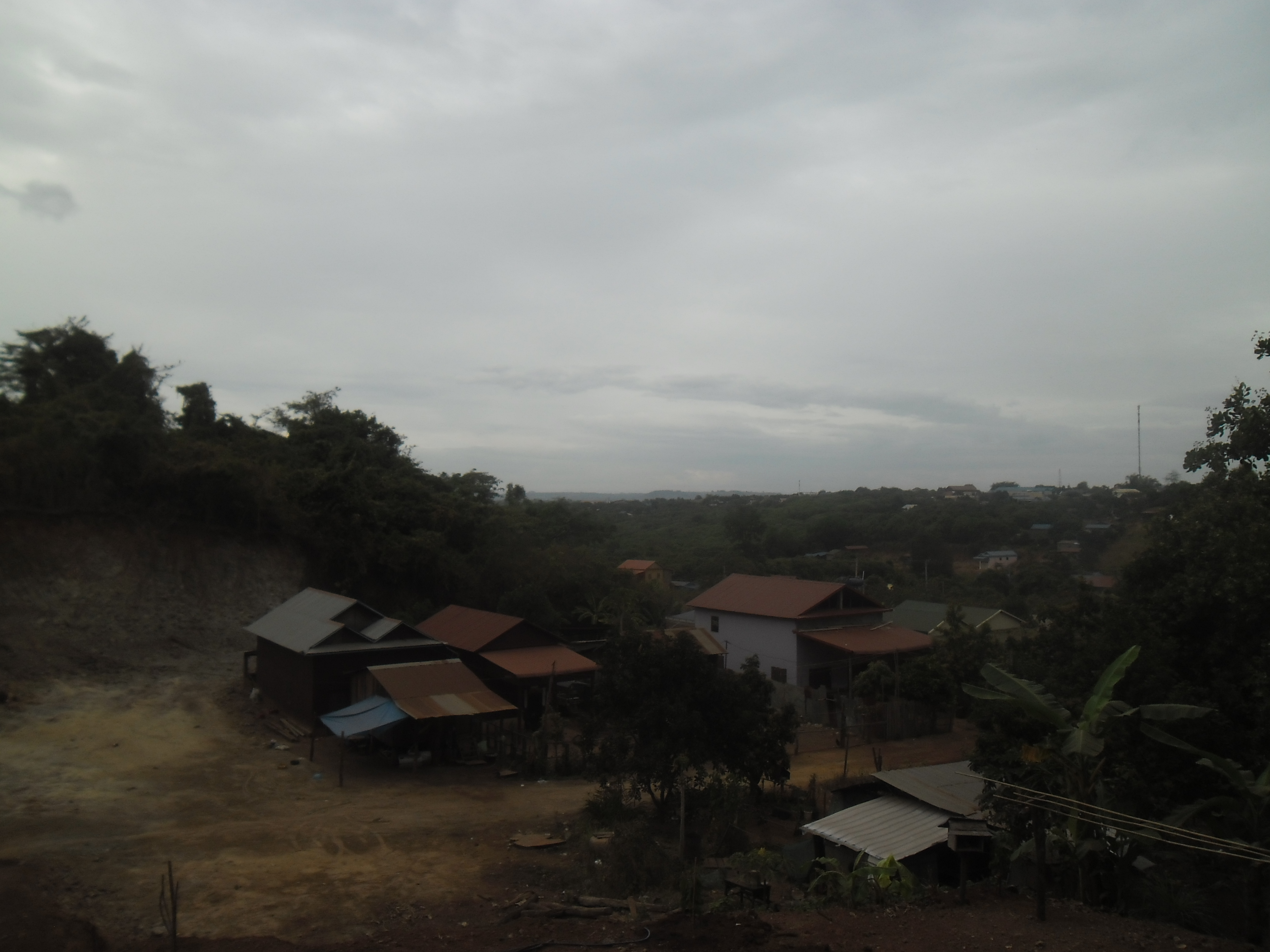